# قاتل زنجیره‌ای

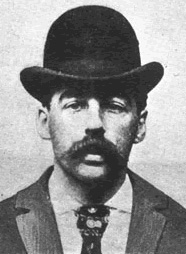
اچ.اچ. هولمز، اولین قاتل زنجیره‌ای آمریکایی که به ۲۷ قتل اعتراف کرد.

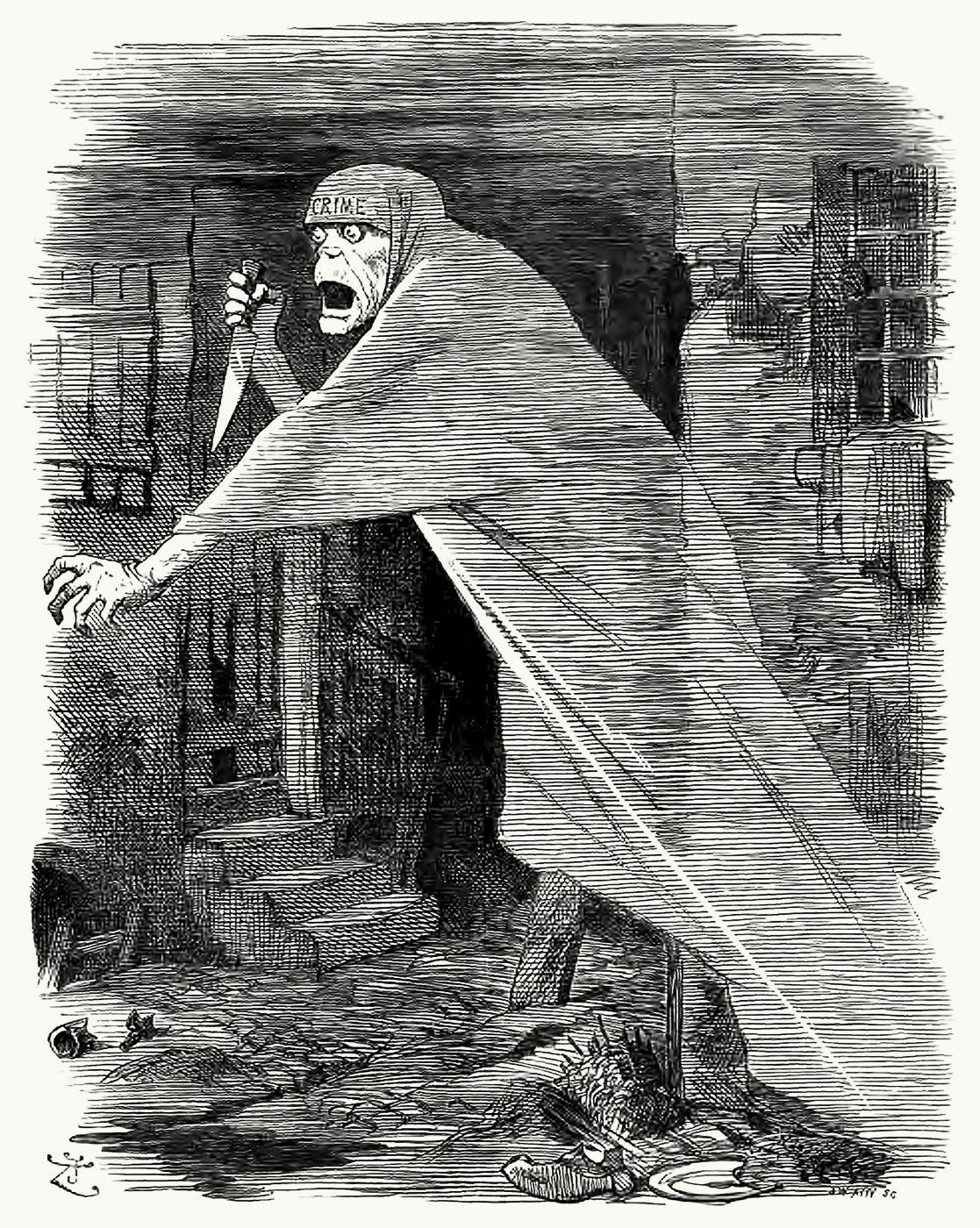
"دشمن غفلت": جک قاتل وایت‌چپل را به عنوان شبح به عنوان مظهر بدبختی اجتماعی خالی از سکنه می‌کند. کارتون‌هایی از شماره ۱۸۸۸ مجله پانچ.

قاتل زنجیره‌ای یا قاتل سریالی، به‌طور کلی به شخصی گفته می‌شود که سه نفر یا بیشتر را به قتل برساند. این قتل‌ها طی بازهٔ زمانی بیش از یک ماه اتفاق می‌افتند و بین قتل‌ها یک دوره زمانی قابل توجه وجود دارد.در حالی که اکثر مقامات آستانه دسته‌بندی را «سه قتل» تعیین می‌کنند، دیگران آن را به «چهار مورد» افزایش یا به «دو مورد» کاهش می‌دهند.
رضایت روانی انگیزه معمول برای قتل‌های زنجیره‌ای است و بیشتر قتل‌های زنجیره‌ای شامل تماس جنسی با قربانی است، , اما اداره تحقیقات فدرال (اف‌بی‌آی) اظهار می‌دارد که انگیزه‌های قاتلان زنجیره‌ای می‌تواند خشم، هیجان‌جویی، سود مالی و جلب توجه باشد. قتل‌ها ممکن است به روشی مشابه مورد اقدام یا اتمام قرار گیرند. قربانیان ممکن است در زمینه‌هایی اشتراک داشته باشند؛ به عنوان مثال گروه سنی، شکل ظاهری، جنسیت یا نژاد.

## ریشه‌شناسی و تعریف
اصطلاح و مفهوم انگلیسی «قاتل زنجیره‌ای» (یا قاتل سریالی) معمولاً به مأمور سابق اف‌بی‌آی، رابرت رسلر نسبت داده می‌شود که در سال ۱۹۷۴ در یک سخنرانی در آکادمی کارکنان پلیس در برامشیل، همپشر، انگلستان، بریتانیا اصطلاح «قتل زنجیره‌ای» را به کار برد.

## تاریخ
بسیاری معتقدند که افسانه‌های نظیر خون‌آشام و گرگینه برگرفته از این گونه قتل‌ها می‌باشد.
اما نخستین تعریف مدرن در مورد این نوع از قتل‌ها توسط یک جرم‌شناس اروپایی صورت گرفت. رابرت رسلر نخستین شخصی بود که در یک سخنرانی از قتل‌های زنجیره ای برای بیان ارتباط میان چند قتل استفاده کرد اما جدا از تعاریف مدرن، کارشناسان بر این عقیده هستند که سابقه این گونه قتل‌ها به هزاران سال پیش بازمی‌گردد و نبود اسناد کافی دلیل بر نبود قاتل زنجیره ای درگشته‌های دور نیست.
لیو پنگلی: تاریخدانان این شخص را نخستین قاتل زنجیره ای جهان معرفی کرده‌اند. لیو پنگلی به دلیل اینکه پسر عموی امپراتور چین به نام هان جین بود از موقعیت و قدرت مناسبی برای به قتل رساندن مردم برخوردار بود. این شخص علاوه بر کشتن کنیز‌های خود حدود ۱۰۰ نفر از پسرها و دختران جوان را به قتل رساند. زمانی که برخی از بزرگان نزد امپراتور رفتند و ماجرا را بازگو کردند انتظار مجازات لیو پنگلی را داشتند اما امپراتور چین حاضر به خفه کردن پسر عموی خود نشد و او را به شهری دیگر تبعید کرد.
جیلز د رئیس: جیلز د رئیس یکی از اشراف‌زادگان ثروتمند مجارستان بود که از قدرت زیادی در خانواده سلطنتی برخوردار بود. این شخص که بعداً در خاطراتش به نوعی به قتل‌های زنجیره‌ای‌اش اعتراف کرده‌است خود را عامل کشتار بیش از ۶۵۰ زن و دختر معرفی کرده‌است.
فرقه توگی این فرقه هندی که تحت تعصبات شدید مذهبی قرار داشتند محکوم به کشتن بیش از ۱۰۰ نفر از مخالفان خود هستند. نکته جالب شباهت اکثر قتل‌ها با یکدیگر است که سبب شده این گروه هندی در تاریخ قتل‌های زنجیره ای، جایگاه بالایی داشته باشند. جنایت‌های این فرقه مذهبی بین سال‌های ۱۷۴۰ تا ۱۹۴۰ رخ داده‌است.
ریچارد ون کرافت ایینگ: این شخص روان‌پزشکی فرانسوی بود که علاوه بر مشکلات روحی و روانی از وسواس جنسی رنج می‌برد. وی در اعترافات خود در سال ۱۸۸۶ مسئولیت قتل ۶ زن را پذیرفت.

## زنان قاتل زنجیره‌ای

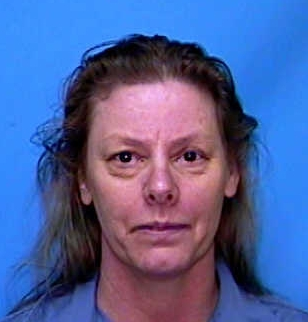
آیلین وورنوس

از جمله مشهورترین قاتلان زنجیره‌ای زنی ایتالیایی به نام جولیا توفانا است که بنابر گزارش‌هایی بیش از ۶۰ تن را به قتل رساند.

## ویژگی‌های مشترک

اصغر قاتل، نخستین قاتل زنجیره‌ای شناسایی شده به‌وسیلهٔ پلیس مدرن در ایران

مشکلات روانی: همه قاتلان زنجیره ای دچار گونه ای از اختلالات روحی و روانی هستند. به عقیده برخی از جرم شناسان میزان شدت ابتلا این افراد به بیماری موجب کم یا زیاد شدن بی رحمی در قتل‌ها می‌شود.
عدم تفکر و تمرکز: اکثر قاتلان زنجیره‌ای ویژگی‌هایی نظیر عدم تفکر نسبت به موضوعات خاص و همچنین عدم تمرکز دارند. البته این بدان معنا نیست که این افراد توانایی تجزیه و تحلیل ندارند، چرا که در تاریخ این گونه از قتل‌ها همواره افرادی ظهور کرده‌اند که از نظر ضریب هوشی در سطح بالایی بوده‌اند و این مهم با تفکرات متمرکز به دست نمی‌آمده‌است.
مشکلات دوران کودکی: تقریباً همه آنان در کودکی یا نوجوانی دچار گونه ای از تبعیض، انحرافات جنسی والدین بوده‌اند. به طوری که طبق براوردها بیش از ۹۰ درصد قاتلان زنجیره‌ای در کودکی مورد تجاوز جنسی قرار گرفته‌اند. هر چند این قاعده برای همه آنان برقرار نیست به عنوان مثال هارولد شیپمن پزشکی بود که بدون هیچ گونه مشکلات خاصی در دوران کودکی یا نوجوانی رفته‌رفته تبدیل به یک قاتل زنجیره‌ای خطرناک شد. این فرد نه تنها گذشته‌ای پاک داشت بلکه سابقه هیچ بیماری در او کشف نشد.
مشکلات قانونی در کودکی: بیشتر آنان در کودکی سرقت‌های کوچکی انجام داده‌اند و به همین دلیل پایشان به دادگاه یا نهادهای تربیتی کشیده شده‌است.
ظاهری عادی: شاید جالب باشد که ظاهر زندگی بیشتر قاتلان زنجیره‌ای با عموم مردم یکسان است. آنان دارای شغل و یک خانه هستند و همسایه و دوستانشان آنان را فردی آرام تصور می‌کنند.
خود محوری: همه آن‌ها به صورت انفرادی طعمه‌هایشان را جذب و سپس آنان را به قتل می‌رسانند. به عبارت دیگر همه این افراد ترجیح می‌دهند که جنایت‌هایشان را به صورت انفرادی و تکی انجام دهند.
تجاوز به قربانی: طبق تحقیقات پلیس فدرال ایالت متحده بیشتر قاتلان زنجیره‌ای قبل و بعد از کشته شدن قربانیانشان دست به اعمال جنسی زده و با مقتول روابط جنسی برقرار می‌کنند. این حروات ممکن است یک عشق بازی ساده با جسد باشد یا دخول به صورت وحشیانه در زمان زنده بودن فرد باشد. شیوه و عملکرد آنان در مورد هر قربانی ممکن است متفاوت باشد.
ضریب هوشی متوسط: بررسی‌ها نشان می‌دهد که میانگین ضریب هوشی آن‌ها بیشتر از ۸۲ است. هر چند نمونه‌هایی از این قاتلان دیده شده‌است که ضریب هوشی بالایی داشته‌اند و سال‌ها با نقشه‌های پیچیده، پلیس و دستگاه قضا را سر در گم کرده‌اند.

## قاتل زنجیره‌ای

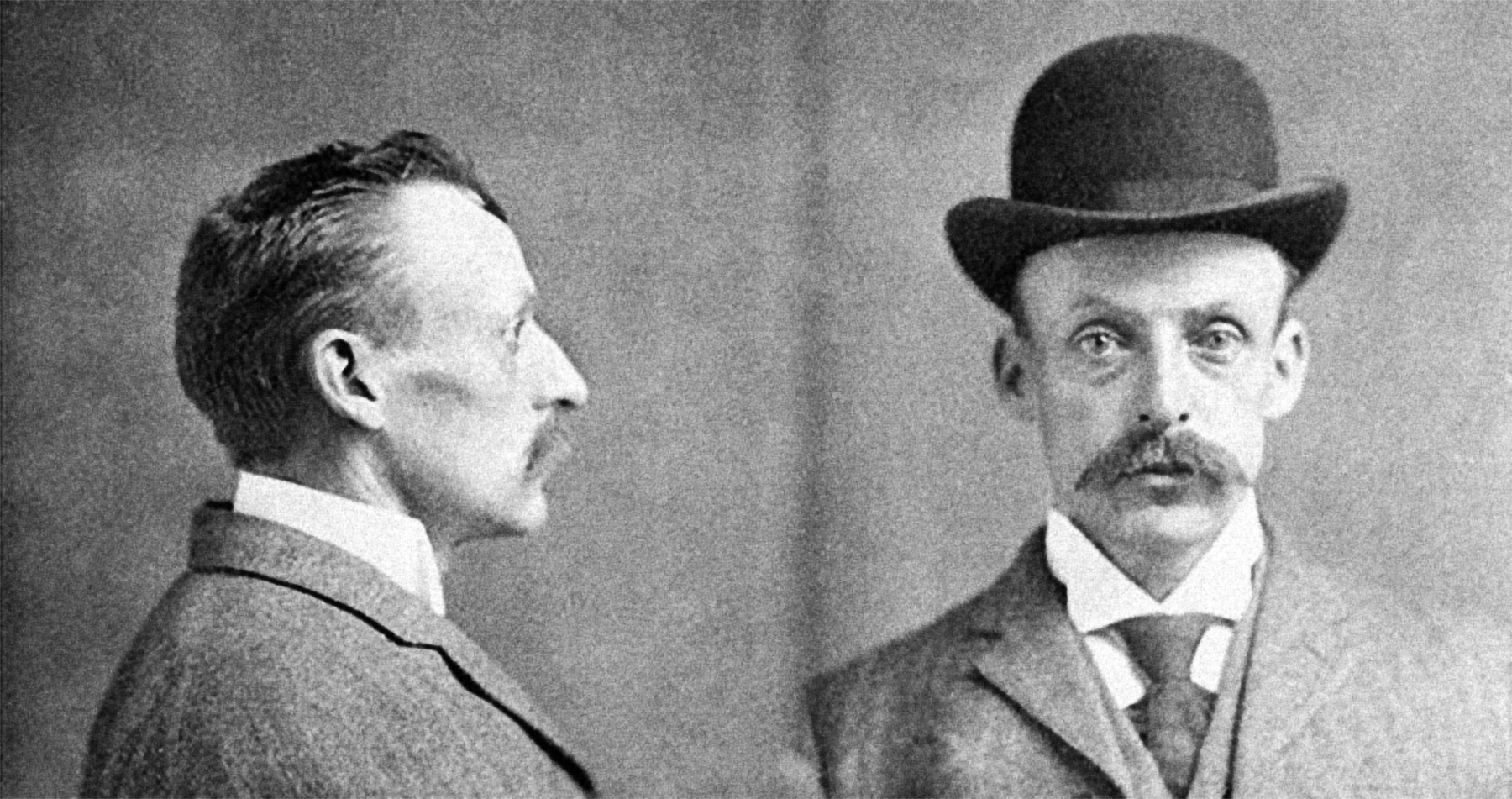
آلبرت فیش، قاتل زنجیره‌ای، متجاوز جنسی، کودک‌آزار و آدم‌خوار اهل ایالات متحده آمریکا

قاتل زنجیره‌ای فردی است که به تنهایی سه یا بیشتر از سه نفر را در طی یک دوره زمانی (بیشتر از یک ماه) با فواصل زمانی و تحت تأثیر انگیزه‌های روانی به قتل برساند. بعضی از منابع این بخش از تعریف «سه یا بیشتر از سه نفر» را قبول ندارند و تعریف دیگری ارائه می‌کنند: تعداد دو یا بیشتر از دو قتل که معمولاً و نه همیشه توسط یک نفر به تنهایی و به صورت مجزا واقع شده باشند.
مفهوم و اصطلاح قاتل زنجیره‌ای در دهه ۱۹۷۰ توسط یکی از مأموران ویژه پلیس فدرال آمریکا به نام رابرت رسلر به کار گرفته می‌شد و رواج پیدا کرد. قاتلان زنجیره‌ای را نباید با آدمکشهایی که افراد زیادی را به صورت دسته جمعی در یک مکان از بین می‌برند یا آنهایی که در یک زمان محدود و کوتاه در دو یا چند مکان مختلف دست به قتل می‌زنند اشتباه گرفت. پلیس فدرال آمریکا انگیزه قاتلان زنجیره‌ای را خشونت، هیجان و برانگیختگی، مسایل مالی و جلب توجه دیگران می‌داند.
تعریف اولیه (اف‌بی‌آی) از قتل سریالی دستکم چهار قتل بود که در مکان‌های متفاوت و با فاصله زمانی، توسط فرد یا افرادی صورت گیرد، هرچند بعدها این تعریف تغییر کرد و در سال‌های دهه ۹۰ سه قتل در زمان و مکان متفاوت هم در دسته‌بندی سریالی جای گرفتند. امروزه این رقم تغییر کرده و از نظر وزارت دادگستری آمریکا ۲ قتل یا بیشتر هم در همین دسته‌بندی جای می‌گیرند.

## کودکی و دوران رشد
افراد در دوران کودکی و در سنین رشد تعاملات و رفتارهای اجتماعی را در خانواده می‌آموزند. در این زمان اگر کودک در محیط خانواده و از سوی افراد خانواده مورد بی مهری و بی اعتنایی قرار گیرد یا طرد شود این روند اجتماعی شدن دچار اختلال می‌گردد. در مطالعه‌ای که در سال ۱۹۹۰ توسط دو محقق به نام‌های ویلسون و سیمن صورت گرفت مشخص شد تقریباً تمامی قاتلان زنجیره‌ای مورد مطالعه در دوران کودکی خود با نوعی از مشکلات محیطی نظیر خانواده‌های فروپاشیده و و فاقد انسجام روبرو بوده‌اند. بر طبق این تحقیقات همه این افراد در خانواده‌هایی بزرگ شده بودند که طلاق، جدایی یا فقدان یکی از والدین در آن‌ها اتفاق افتاده بود. در این خانواده‌ها کودک از کانون توجه خارج می‌گردد. در نتیجه کودک اعتماد به نفس خود را از دست می‌دهد و خود را ناتوان از تغییر شرایط می‌بیند، پس دنیایی خیالی برای خود می‌سازد و بدان پناه می‌برد. این دنیای خیالی همان آرمان شهری است که کودک در واقعیت بدان احتیاج داشته و کم‌کم جای دنیای واقعی را می‌گیرد. او در این دنیا هر چه می‌خواهد می‌کند، هدف فقط برآوردن و ارضای امیال اوست و دیگران در این دنیا ارزش و جایگاهی ندارند. بر طبق نظر گاریسون (۱۹۹۶) احساسات و خوی اجتماعی در این دنیای وهمی و خیالی فرد-محور رشد می‌یابد و سیر طبیعی نهادینه شدن و شکل‌گیری مفاهیمی مانند خوب و بد و نوع دوستی دچار نقصان می‌شوند و این آغاز شکل‌گیری شخصیت جامعه ستیز و ضداجتماعی فرد است. در نهایت مرزهای دنیای واقعی و خیالی کم‌کم از بین رفته و احساساتی مانند سلطه گری، زورگویی، برتری جویی جنسی و خشونت تقویت می‌گردد، که در آینده زمینه‌های ارتکاب جرم، جنایت توسط فرد را مهیا می‌سازد.